# Актобе (река)
Актобе (устар. Актюба) — река, протекает по Каргалинскому району Актюбинской области Казахстана. Истоки в 3,7 км на юго-запад от села Преображеновка. От истока течёт на северо-восток, через Преображеновку и Ащылысай, затем поворачивает на северо-запад. На реке образованы два пруда. Устье Актобе находится в 37 км по правому берегу от устья реки  Эбита (Шошка).
Длина реки составляет 26 км.